# NEOMAX
NEOMAX（ネオマックス）とは
1. かつて存在した企業で、現在はプロテリアルである。本節にて述べる。
2. 1.が製造・販売するネオジム磁石の商品名。

株式会社NEOMAXは、かつて存在した各種磁性材料、電子材料の製造・販売を行う会社。旧社名は住友特殊金属株式会社。
2007年4月1日、日立金属（現・プロテリアル）に吸収合併された。

## 概要
住友金属工業（現・日本製鉄）の子会社として設立された。2004年、日立金属の傘下となり、同社の磁性材料部門と統合して株式会社NEOMAXとなった。
現在実用化されている中で最強の磁石であるネオジム磁石を発明した佐川眞人が所属していた企業として知られており、社名はその商品名にちなんだものであった。

## 沿革
- 1963年（昭和38年）- 住友金属工業の磁性材料、電子材料部門が分離独立し、住友特殊金属株式会社を設立。
- 1982年（昭和57年）- ネオジム磁石を発明。
- 2004年（平成16年）- 日立金属の磁性材料部門を統合し、株式会社NEOMAXに社名変更。
- 2007年（平成19年）‐ 日立金属により吸収合併され、消滅。

## かつて存在した製造拠点
- 山崎製作所（大阪府三島郡島本町）
- 熊谷製作所（埼玉県熊谷市）
- 和歌山事業所（和歌山県和歌山市）
- 大町事業所（佐賀県杵島郡大町町）

## 関連会社
- 株式会社NEOMAXマテリアル
- 株式会社NEOMAXフェライト
- 株式会社NEOMAX近畿
- 株式会社NEOMAX鹿児島
- NEOMAX商事株式会社
- NEOMAXエンジニアリング株式会社
- NEOMAX機工株式会社
- 株式会社サガテック
- 株式会社ジコー
- 株式会社NEOMAXバリオ
- 株式会社NEOMAXデバイス